# Iraqi Special Operations Forces
De Iraqi Special Operations Forces (ISOF) (Arabisch:قوات العمليات الخاصة العراقية) is een Iraakse special-forces-eenheid opgericht door de multinationale troepenmacht na de invasie van 2003. De eenheid is een onderdeel van het Iraakse Counter Terrorism Service (ICTS).